# 新疆自然博物馆
新疆自然博物馆（全称为中国科学院新疆生态与地理研究所新疆自然博物馆）位于中华人民共和国新疆维吾尔自治区乌鲁木齐市北京南路科学二街277号，是新疆境内关于生态学、地理学、生物学等自然科学的规模最大且内容最为丰富的博物馆。也是中国为数不多讲述内陆荒漠干旱区的科普场馆。其前身为中科院新疆生态与地理研究所标本馆。2022年，新疆自然博物馆被列为新疆维吾尔自治区特色博物馆。

## 历史
中科院新疆生态与地理研究所新疆自然博物馆是在中国科学院新疆生态与地理研究所标本馆的基础上升级改造而来。从二十世纪50年代开始，中国科学院新疆综合科学考察队就已经开始在新疆各地考察、采集标本。1956年，中国科学院新疆分院成立，先后成立了新疆生物土壤沙漠所和新疆地理研究所。在两所合并之前，仅中科院新疆生物土壤沙漠所就采集了超过8万份的植物标本、超过8000份的动物标本、3000份的土壤剖面以及近千份的沙样标本和微生物标本。新疆生物土壤沙漠所的标本室在该所参与编纂《中国植物志》时，已被列为中国十大标本室之一。同样，中科院新疆地理所也保存有大量岩石、矿物标本以及地层剖面资料和地球化学样品。然而无论新疆生物土壤沙漠所，还是新疆地理所在标本馆在建立之前同样面对着较差的保存条件，这导致一些标本无法上架，而已保存的标本也出现被虫叮咬或被污染等损坏的情况。中科院新疆分院为解决标本陈列的问题以及方便日后的科研工作，自1984年起就向中国科学院申请建立标本馆。1987年，获得批复，中科院同意投资420万元人民币建造总面积5000平方米的标本楼。但标本馆迟迟没有动工。到了1992年，中科院调整了新疆分院标本馆的建设计划，最终投资430万元人民币建设4300平方米的标本馆。标本馆于1993年开工建设，并于1995年建成。建成的标本馆使用面积3,439平方米。
1998年，中国科学院新疆生物土壤沙漠所和中国科学院新疆地理研究所合并为中国科学院新疆生态与地理研究所。标本馆亦被命名为中国科学院新疆生态与地理研究所标本馆。2006年，中国数字植物标本馆开通，截止2017年，中科院新疆生态与地理研究所标本馆上传了超过10万份标本数据。2019年年底，中国科学院新疆生态与地理研究所标本馆升级改造方案通过审批。2020年12月28日，中科院新疆生态与地理研究所新疆自然博物馆正式命名开馆。2022年4月，新疆自然博物馆被中国科学技术协会列入《2021—2025年第一批全国科普教育基地名单》。

## 展览和馆藏标本
中国科学院新疆生态与地理研究所新疆自然博物馆分为上下两层，展厅面积2600平方米。新疆自然博物馆有十个主题展示，分别为独特气候展厅、巍峨山地展厅、潋滟水系展厅、浩瀚荒漠展厅、多彩土壤展厅、缤纷绿洲展厅、数字空间展厅、殷阜矿产展厅、绿色生命展厅以及自然精灵展厅。展出有例如梭梭、雪豹等植物、哺乳动物、爬行动物、两栖类动物、鸟类、昆虫、微生物、土壤、矿产等标本超过3500件。另外，讲述彭加木事迹的《彭加木烈士事迹展》亦在新疆自然博物馆展出。除了举办展览，新疆植物学会、新疆土壤学会、新疆地理学会、新疆自然资源学会及新疆科学探险协会的学术交流和科普活动均由新疆自然博物馆安排和策划。新疆自然博物馆先后获得15个科普基地授牌，其中包括全国科普基地、国家环保科普基地等。2022年，新疆自然博物馆被列为新疆维吾尔自治区特色博物馆。
中国科学院新疆生态与地理研究所新疆自然博物馆馆藏8万号植物标本、1万号脊椎动物标本以及近1000号土壤、沙样和矿物标本。其中两份国家II级保护植物盐桦标本是中国仅存的两份该物种标本。新疆自然博物馆最早的标本为1931年7月30日，刘慎鄂在新疆迪化（今乌鲁木齐市）白杨沟采集的编号为2956的拟百里香标本。

## 展览
| - 由许智宏题词的新疆自然博物馆 - 梭梭标本 - 蒙古野驴等哺乳动物标本 - 雪豹骨骼标本 - 矿石标本 - 土壤展区 - 部分动物标本 - 彭加木烈士事迹展 |